# Begonia monophylla
Begonia monophylla là một loài thực vật có hoa trong họ Thu hải đường. Loài này được Pav. ex A.DC. mô tả khoa học đầu tiên năm 1859.